# Монастир святих Кирила і Методія (Кам'янець-Подільський)
Монастир святих Кирила і Методія в Кам'янці-Подільському (ЧНІ) — монастир Української греко-католицької церкви в м. Кам'янець-Подільський на Хмельниччині.

## Історія
Новітня історія парафії розпочалася у 1990 році, але отці-редемптористи були в місті й раніше. У 1960-х роках о. Євстахій Смаль таємно проводив богослужіння для вірних підпільної УГКЦ. Проте у травні 1964 року після обшуку КДБ йому наказали покинути місто.
Завдяки праці підпільних священників, на початку 1990-х років у Кам'янці-Подільському вже існувала сформована греко-католицька громада, офіційно зареєстрована у 1990 році. 3 листопада 1990 року о. Михайло Колтун, ЧНІ, вперше відслужив Святу Літургію у вагончику на місці зруйнованої церкви.
У 1992 році міська влада передала громаді колишній Тринітарський костел, збудований у 1750—1756 роках. Після ремонту, 26 квітня 1992 року, храм почав регулярно функціонувати. 8 листопада 1992 року владика Филимон Курчаба, ЧНІ, урочисто освятив його на честь святого Йосафата.
У 2011 році парафію відвідав єпископ Василій Семенюк. У храмі зберігаються мощі блаженного священномученика Миколая Чарнецького. При парафії діють:
- Архибратство Матері Божої Неустанної Помочі.
- Молодіжна спільнота «Нове Покоління».
- Юнацька спільнота «Добрий Пастир».
- Спільнота «Віра і Світло».

## Настоятелі
- о. Василь Величковський (1942),
- о. Євстахій Смаль,
- о. Михайло Колтун, ЧНІ (1990—1992),
- о. Мар'ян Ференц, ЧНІ,
- о. Ігор Цар (1992—1996),
- о. Петро Мірчук, ЧНІ (1996—2002),
- о. Володимир Вітовський, ЧНІ (2002—2004),
- о. Іван Горбань, ЧНІ (2004—2005),
- о. Олег Кашуба, ЧНІ (2005—2011),
- о. Сергій Ковбель, ЧНІ (з 2011),
- о. Юрій-Ангоній Меуш (сотрудник).